# Icenové
Icenové (latinsky: Iceni) byl starověký keltský kmen ve východní Británii během doby železné a rané doby římské. Obývali území dnešního Norfolku a části Suffolku a Cambridgeshire. V římském období bylo jejich hlavním městem Venta Icenorum (dnešní Caistor St Edmund). Icenové byli významnou mocností ve východní Británii během Claudiova dobývání Británie v roce 43, při němž se spojili s Římem. Rostoucí vliv Římanů na jejich záležitosti vedl ke relativně úspěšné vzpouře v roce 47. Zůstali formálně nezávislí pod vládou krále Prasutaga až do jeho smrti kolem roku 60. Římské zásahy po Prasutagově smrti vedly jeho manželku Boudiccu k zahájení velké vzpoury v letech 60–61. Boudiccino povstání vážně ohrozilo římskou nadvládu v Británii a vyústilo ve vypálení Londinia. Římané nakonec povstání potlačili a Icenové byli začleněni do římské provincie.